# Alsafi
Alsafi, Bayer-Bezeichnung Sigma Draconis(σ Dra), ist ein ca. 19 Lichtjahre entfernter Stern der Spektralklasse G9 V im Sternbild Drache mit einer scheinbaren visuellen Helligkeit von 4,7 mag. Sein historischer Eigenname stammt aus dem Arabischen الأثافي, DMG al-aṯāfī und bedeutet „Dreibein (zum Kochen)“.